# Бурбун
Бурбун — водоспад в каньйоні річки Бобравка, в ентомологічному заказнику Бобравський місцевого значення, в Кам'янець-Подільському районі, на північний захід від села Лисець.

## Географія
Розташований у гущавині каньйону річки Бобравка, впадає в невелике озерце, біля села Лисець, у його північній околиці.

## Загальні відомості
Від міста Дунаївці до водоспаду приблизно 20 кілометрів, від міста Кам'янець-Подільський до водоспаду приблизно 50 кілометрів.
Довкола водойми росте багато дерев та чагарників, котрі захищають ущелину від теплих сонячних променів. Температура води в озері досить низька навіть в теплі дні.

## Галерея

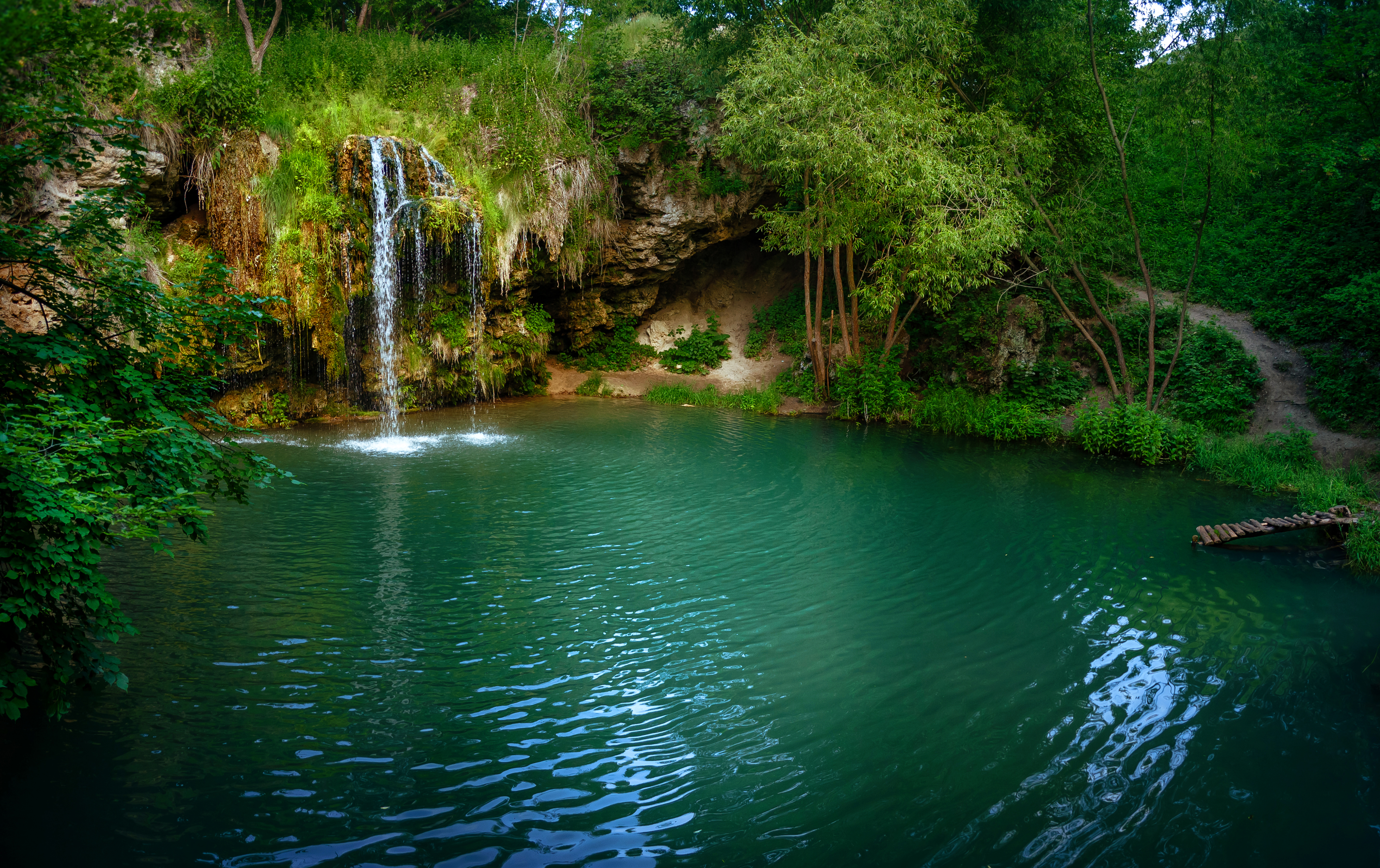
Водоспад Бурбун
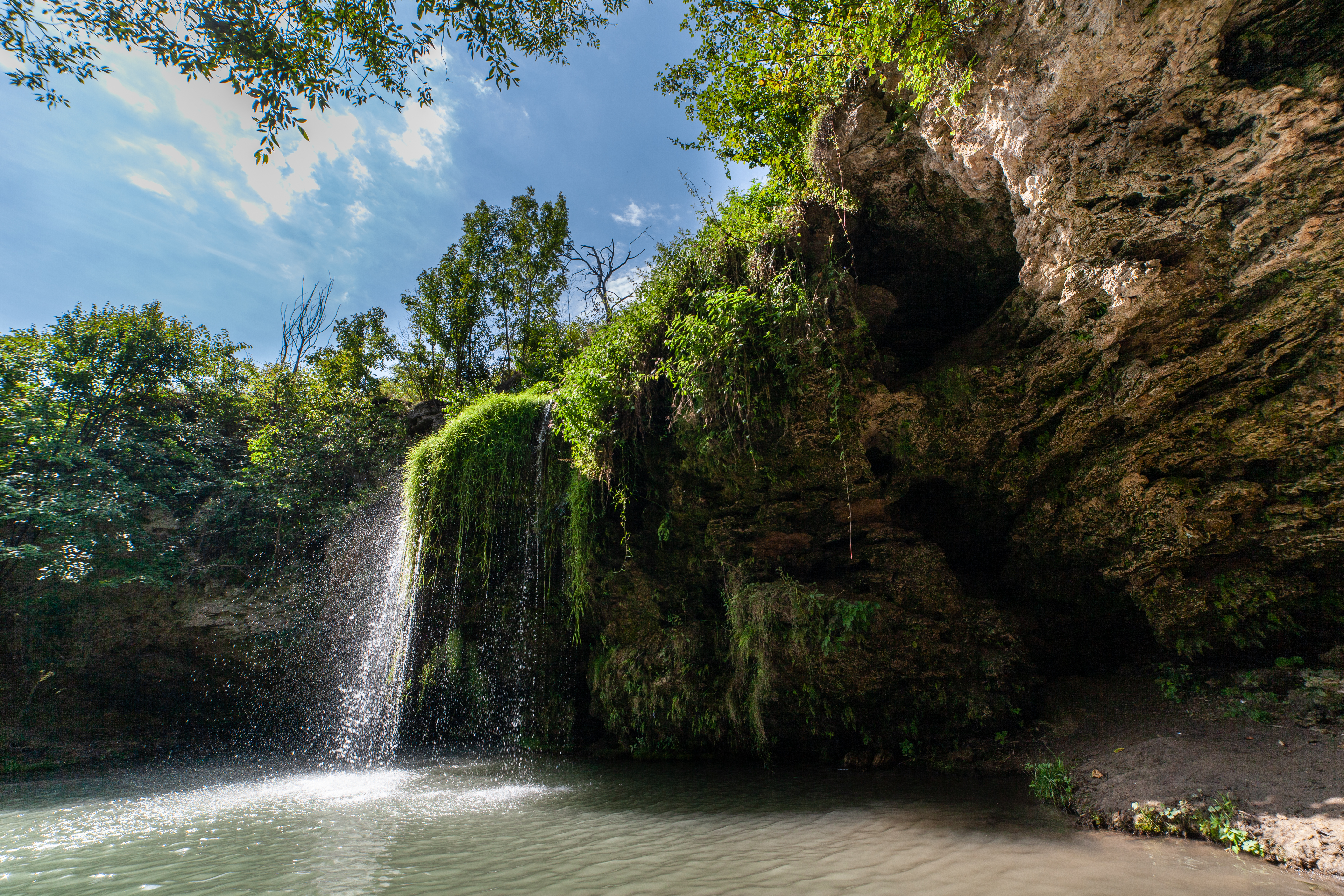
Водоспад у 2019 році
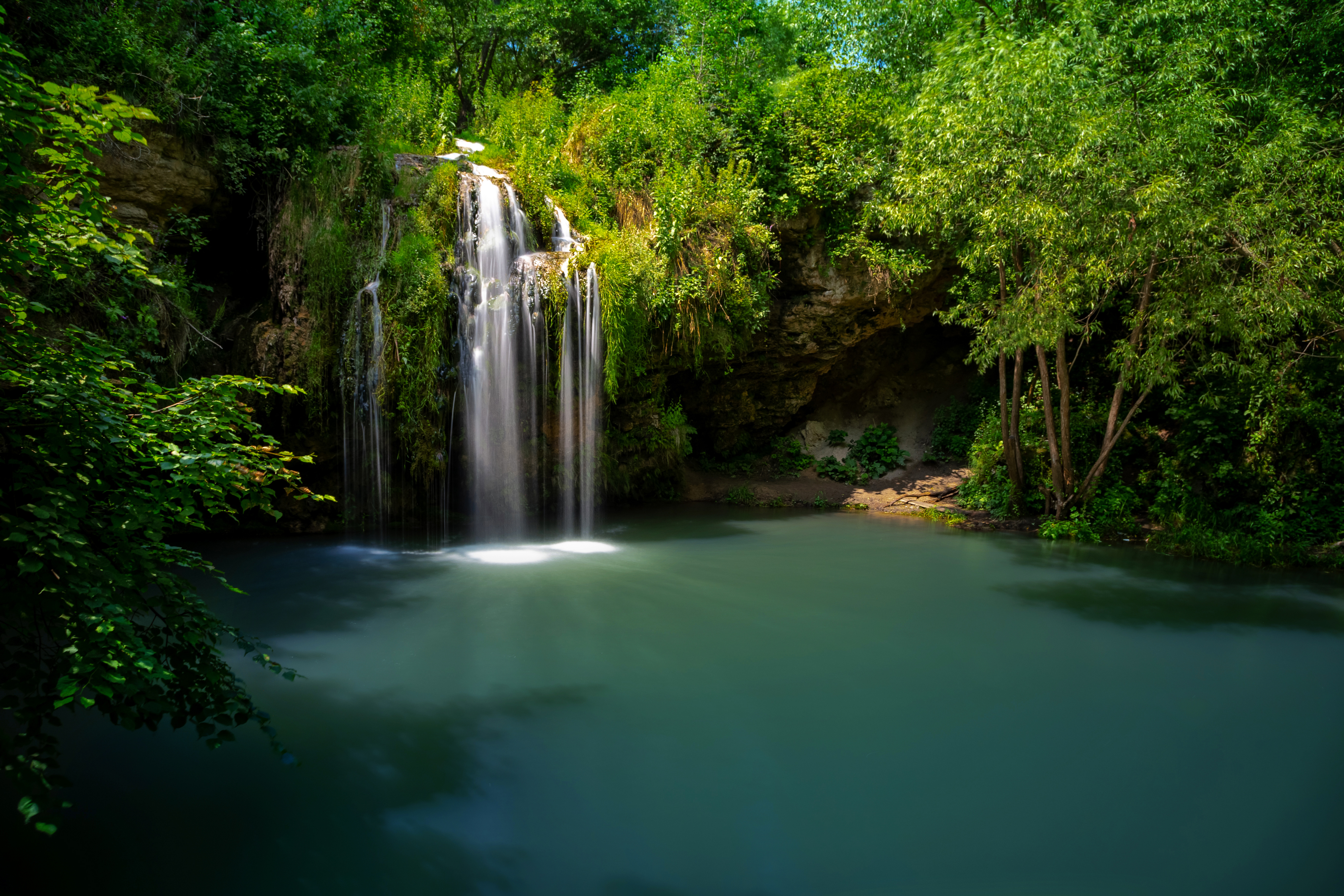
Літній водоспад на довгій витримці
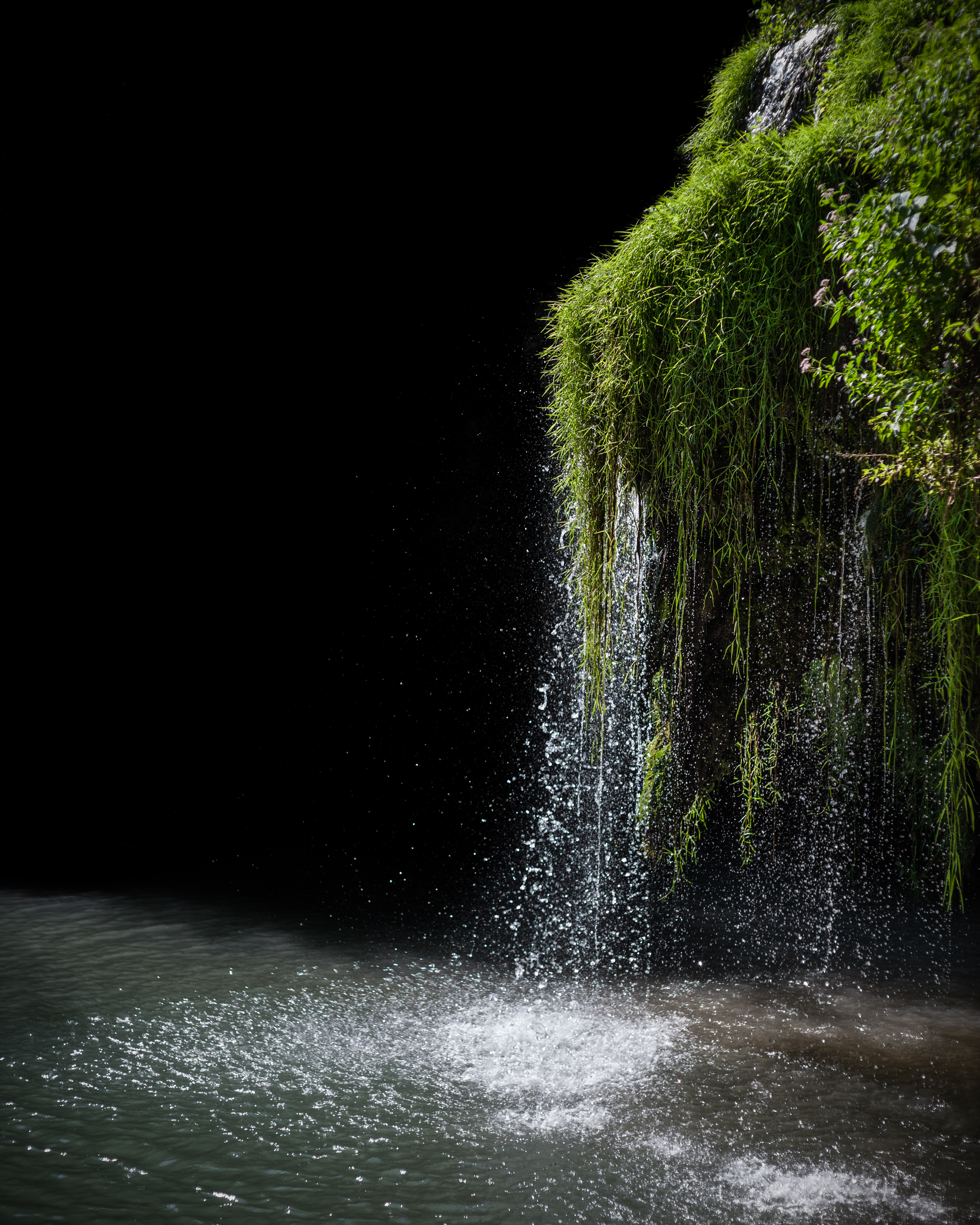
Водоспад Бурбун